# Scleroderma mayama
Scleroderma mayama är en svampart som beskrevs av Grgur. 1997. Scleroderma mayama ingår i släktet Scleroderma och familjen rottryfflar.   Inga underarter finns listade i Catalogue of Life.